# Soligny-la-Trappe
Soligny-la-Trappe est une commune française, située dans le département de l'Orne en région Normandie, peuplée de 633 habitants. L'abbaye Notre-Dame de la Trappe est située sur le territoire communal, et les célèbres trappistes en sont originaires et en tirent leur nom.

## Géographie
| Saint-Aquilin-de-Corbion  | Bonsmoulins, Les Genettes   | Les Aspres, Tourouvre-au-Perche (comm. dél. de Bresolettes)               |
| Saint-Martin-des-Pézerits | Soligny-la-Trappe           | Tourouvre-au-Perche (comm. dél. de Prépotin)                              |
| Saint-Ouen-de-Sécherouvre | Sainte-Céronne-lès-Mortagne | Tourouvre-au-Perche (comm. dél. de Prépotin), Sainte-Céronne-lès-Mortagne |

### Hydrographie
La commune est traversée par la ligne de partage des eaux entre les bassins hydrographiques Seine-Normandie et Loire-Bretagne. Elle est drainée par la Sarthe, l'Iton, l'Itonne, la Neuille Souris, le fossé 01 de l'Abbaye de la Trappe, le ruisseau de la Neigerie et le ruisseau du Bois guillaume,,.
La Sarthe, d'une longueur de 314 km, prend sa source dans la commune , au hameau de Somsarthe, c'est-à-dire "sommet de la Sarthe", à une altitude de 250 mètres. Sur une grande partie de son cours, elle marque alors la limite entre les départements de l'Orne et de la Sarthe et conflue avec la Mayenne à Angers à une altitude de 15 mètres, pour former la Maine. 
L'Iton, d'une longueur de 132 km, prend sa source dans la commune de Mahéru et se jette  dans l'Eure à Acquigny, après avoir traversé 39 communes. 
Deux plans d'eau complètent le réseau hydrographique : l'étang de Chaumont (11,76 ha) et l'étang de Rancé (2,14 ha),.

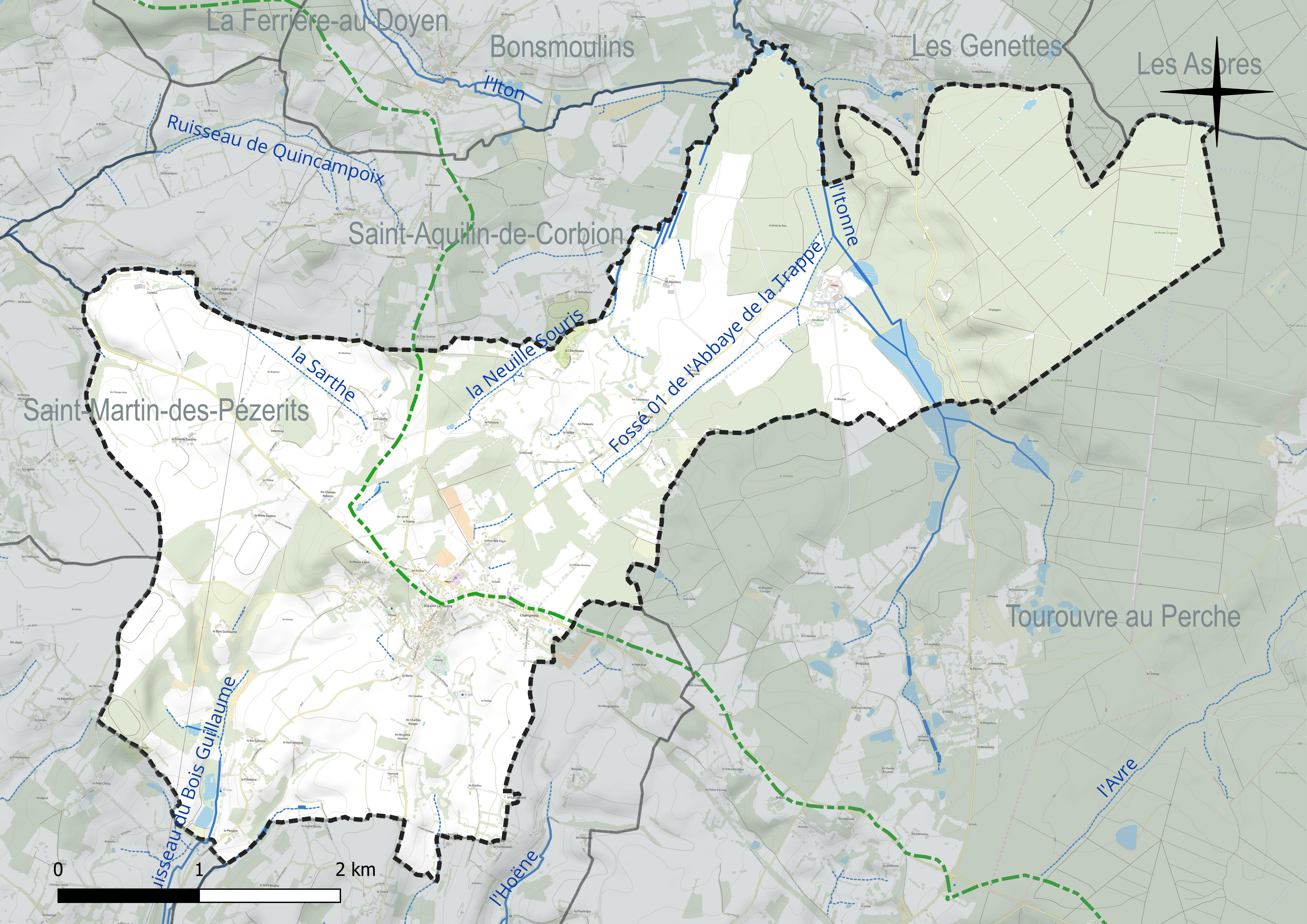
Réseau hydrographique de Soligny-la-Trappe.

### Climat
Pour des articles plus généraux, voir Climat de la Normandie et Climat de l'Orne.
En 2010, le climat de la commune est de type climat océanique dégradé des plaines du Centre et du Nord, selon une étude du CNRS s'appuyant sur une série de données couvrant la période 1971-2000. En 2020, Météo-France publie une typologie des climats de la France métropolitaine dans laquelle la commune est exposée à un climat océanique altéré et est dans la région climatique Normandie (Cotentin, Orne), caractérisée par une pluviométrie relativement élevée (850 mm/a) et un été frais (15,5 °C) et venté. Parallèlement le GIEC normand, un groupe régional d’experts sur le climat, différencie quant à lui, dans une étude de 2020, trois grands types de climats pour la région Normandie, nuancés à une échelle plus fine par les facteurs géographiques locaux. La commune est, selon ce zonage, exposée à un « climat contrasté des collines », correspondant au Pays d'Ouche et au Perche et bénéficiant d’un caractère continental affirmé avec des précipitations atténuées et des amplitudes thermiques fortes.
Pour la période 1971-2000, la température annuelle moyenne est de 10,2 °C, avec une amplitude thermique annuelle de 14 °C. Le cumul annuel moyen de précipitations est de 831 mm, avec 13,4 jours de précipitations en janvier et 8,1 jours en juillet. Pour la période 1991-2020, la température moyenne annuelle observée sur la station météorologique la plus proche, située sur la commune de Saint-Hilaire-le-Châtel à 6 km à vol d'oiseau, est de 11,3 °C et le cumul annuel moyen de précipitations est de 732,0 mm,. Pour l'avenir, les paramètres climatiques de la commune estimés pour 2050 selon différents scénarios d’émission de gaz à effet de serre sont consultables sur un site dédié publié par Météo-France en novembre 2022.

## Urbanisme

### Typologie
Au 1er janvier 2024, Soligny-la-Trappe est catégorisée commune rurale à habitat dispersé, selon la nouvelle grille communale de densité à sept niveaux définie par l'Insee en 2022.
Elle est située hors unité urbaine. Par ailleurs la commune fait partie de l'aire d'attraction de Mortagne-au-Perche, dont elle est une commune de la couronne,. Cette aire, qui regroupe 25 communes, est catégorisée dans les aires de moins de 50 000 habitants,.

### Occupation des sols
L'occupation des sols de la commune, telle qu'elle ressort de la base de données européenne d’occupation biophysique des sols Corine Land Cover (CLC), est marquée par l'importance des territoires agricoles (61,3 % en 2018), une proportion sensiblement équivalente à celle de 1990 (61,4 %). La répartition détaillée en 2018 est la suivante : 
forêts (33,1 %), terres arables (27,5 %), prairies (26,1 %), zones agricoles hétérogènes (7,6 %), milieux à végétation arbustive et/ou herbacée (2,7 %), zones urbanisées (2,2 %), eaux continentales (0,8 %). L'évolution de l’occupation des sols de la commune et de ses infrastructures peut être observée sur les différentes représentations cartographiques du territoire : la carte de Cassini (XVIIIe siècle), la carte d'état-major (1820-1866) et les cartes ou photos aériennes de l'IGN pour la période actuelle (1950 à aujourd'hui).

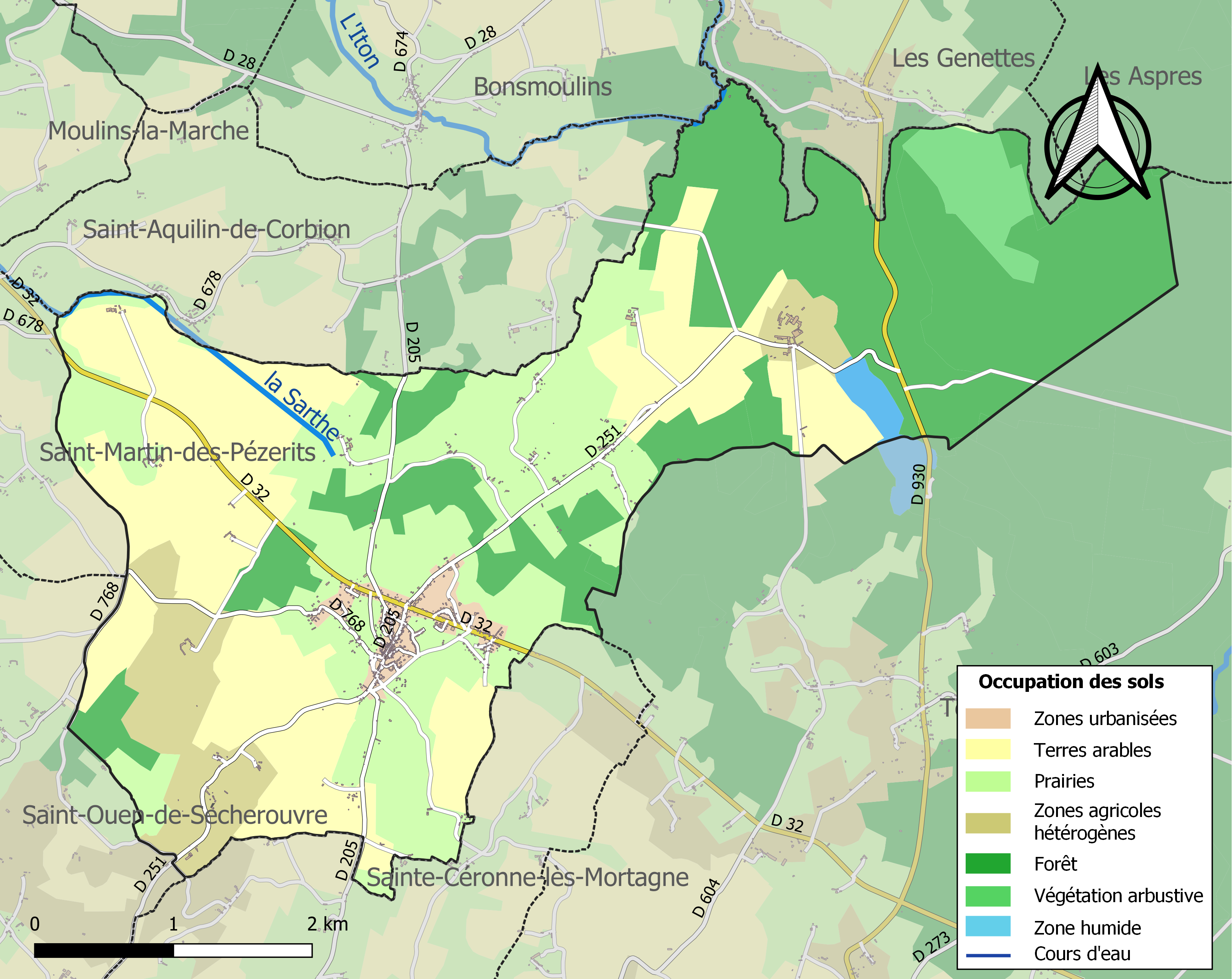
Carte des infrastructures et de l'occupation des sols de la commune en 2018 (CLC).

## Toponymie
Le nom de la localité est attesté sous les formes Solinneium en 1091, de Soligneio en 1172 et Soulignyé en 1373. Le toponyme serait issu de l'anthroponyme roman Solemnius,. Le second élément Trappe est une référence au monastère trappiste établi sur le territoire.
Le gentilé est Solignois.

## Histoire

### XVIIIesiècleXIXesiècle
À la création des cantons, Soligny est chef-lieu de canton. Ce canton est supprimé lors du redécoupage cantonal de l'an IX (1801).

## Politique et administration
| Période                                  | Période   | Identité           | Étiquette | Qualité                 |
| ---------------------------------------- | --------- | ------------------ | --------- | ----------------------- |
| mars 1977                                | mars 2001 | Michel Jousse      | SE        | Directeur d'une scierie |
| mars 2001                                | mai 2020  | Jean-Michel Bréard | SE        | Agriculteur             |
| mai 2020                                 | En cours  | Thierry Cortyl     | SE        | Éleveur                 |
| Les données manquantes sont à compléter. |           |                    |           |                         |

Le conseil municipal est composé de quinze membres dont le maire et trois adjoints.

## Démographie
L'évolution du nombre d'habitants est connue à travers les recensements de la population effectués dans la commune depuis 1793. Pour les communes de moins de 10 000 habitants, une enquête de recensement portant sur toute la population est réalisée tous les cinq ans, les populations de référence des années intermédiaires étant quant à elles estimées par interpolation ou extrapolation. Pour la commune, le premier recensement exhaustif entrant dans le cadre du nouveau dispositif a été réalisé en 2007.
En 2022, la commune comptait 633 habitants, en évolution de −7,59 % par rapport à 2016 (Orne : −3,21 %, France hors Mayotte : +2,11 %).
Soligny-la-Trappe a compté jusqu'à 1 247 habitants en 1876.
| 1793 | 1800 | 1806 | 1821 | 1836 | 1841 | 1846 | 1851 | 1856 |
| ---- | ---- | ---- | ---- | ---- | ---- | ---- | ---- | ---- |
| 863  | 816  | 897  | 859  | 911  | 883  | 916  | 969  | 946  |

| 1861  | 1866  | 1872  | 1876  | 1881 | 1886 | 1891 | 1896 | 1901 |
| ----- | ----- | ----- | ----- | ---- | ---- | ---- | ---- | ---- |
| 1 149 | 1 212 | 1 233 | 1 247 | 962  | 906  | 976  | 935  | 886  |

| 1906 | 1911 | 1921 | 1926 | 1931 | 1936 | 1946 | 1954 | 1962 |
| ---- | ---- | ---- | ---- | ---- | ---- | ---- | ---- | ---- |
| 693  | 698  | 629  | 707  | 711  | 678  | 658  | 652  | 606  |

| 1968 | 1975 | 1982 | 1990 | 1999 | 2006 | 2007 | 2012 | 2017 |
| ---- | ---- | ---- | ---- | ---- | ---- | ---- | ---- | ---- |
| 553  | 538  | 586  | 624  | 694  | 708  | 710  | 686  | 674  |

| 2022 | - | - | - | - | - | - | - | - |
| ---- | - | - | - | - | - | - | - | - |
| 633  | - | - | - | - | - | - | - | - |

## Lieux et monuments
- L'abbaye de la Trappe est fondée par le comte du Perche Rotrou III en 1122. Vers 1148, le monastère entre dans l'ordre cistercien. L'abbaye de Soligny, souvent appelée « la Grande Trappe », est le siège d'une réforme de l'ordre cistercien, en 1664, sous l'influence de l'abbé Armand Jean Le Bouthillier de Rancé, créant l'ordre cistercien de la Stricte Observance, communément appelé trappiste.
- L'église Saint-Germain est des XIe et XIIe siècles.
- Presbytère du XVIIIe siècle[34], reconstruit à la suite de l'incendie du bourg, le 5 mai 1753[35].
- Motte féodale au bourg[36].

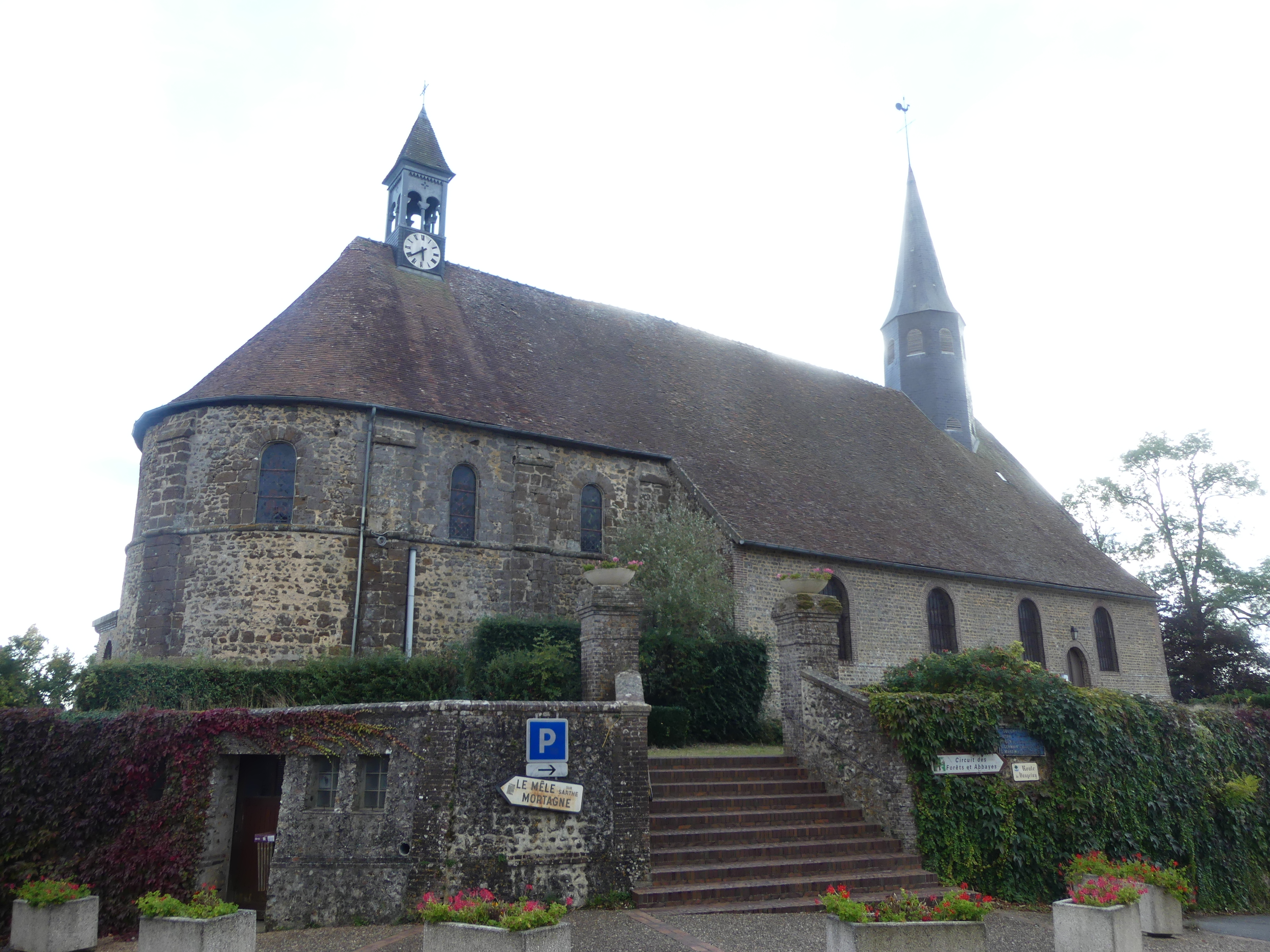
Église Saint-Germain.
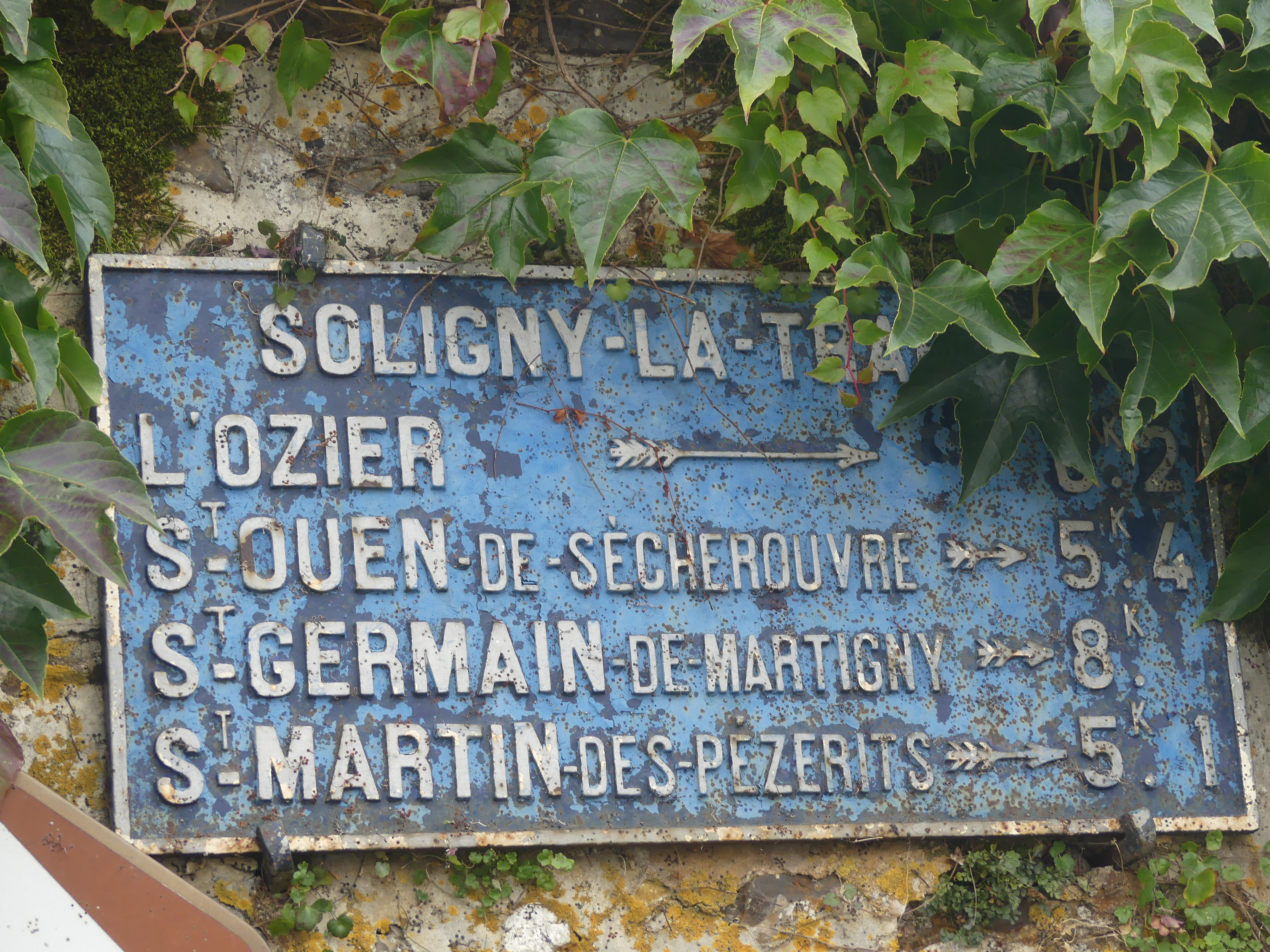
Plaque de cocher contre l'église Saint-Germain.
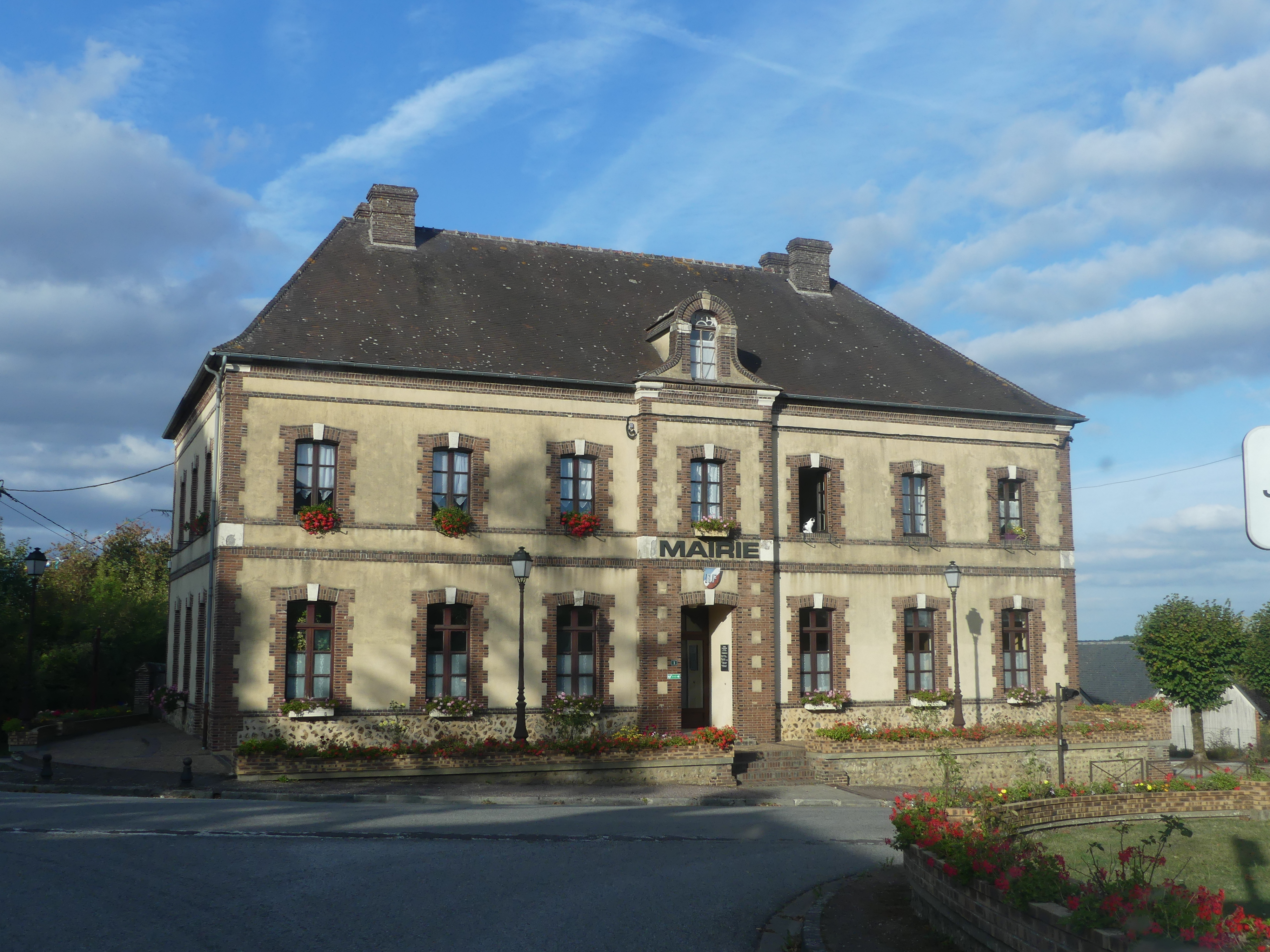
La mairie.

## Activité, label et manifestations

### Labels
La commune est une ville fleurie (deux fleurs) au concours des villes et villages fleuris.

## Personnalités liées à la commune
- Armand Jean Le Bouthillier de Rancé (1626 - 1700 à l'abbaye de La Trappe), religieux.
- Pierre Jean Corneille Debreyne (1786-1867 à Soligny-la-Trappe), prêtre et religieux de l'abbaye de la Trappe, docteur en médecine.
- Albert-Marie van der Cruyssen (1874-1955), moine à l'abbaye de la Trappe.
- Louis Richomme (1883-1975), en religion frère Marie-Bernard, moine et sculpteur à l'abbaye de la Trappe.
- Alfred Manessier (1911-1993), peintre, dont le passage à l'abbaye de la Trappe en 1943 a influencé spirituellement l'œuvre.

Au nombre des personnalités liées à la commune de Soligny-la-Trappe, il convient de mentionner encore quelqu'un qui, lui, est né dans le village. Il s'agit de Thomas Hayot qui fait partie de la vague des premiers émigrants percherons vers la Nouvelle-France (qui deviendra le Canada) ; il est né en 1609, il est mort au Canada en 1673. Il y était arrivé en 1638. Si l'on sait peu de choses de sa jeunesse dans le Perche, si ce n'est son mariage à Mortagne en 1629, la suite de sa vie au Canada est, par contre, beaucoup mieux connue grâce à divers documents de l'époque. Près des fonts baptismaux de l'église de Soligny et en souvenir de son baptême qui eut lieu là, une plaque a été apposée à la mémoire de Thomas Hayot par l'association Perche-Canada. Il a de nombreux descendants au Canada ; leur nom a évolué avec le temps, il est devenu Ayotte.